# James Fouché
James Fouché (Christchurch, 28 de março de 1998) é um ciclista neozelandês que compete com a equipa Bolton Equities Black Spoke.

## Biografia
James praticou triatlo na sua juventude. Foi nesta disciplina onde descobriu a sua aptidão para o ciclismo.
Em 2018 uniu-se à equipa continental britânico Team Wiggins. Em janeiro coroou-se campeão de estrada da Nova Zelândia na categoria (sub-23).
Em janeiro de 2019 ganhou três títulos nos campeonatos da Nova Zelândia (corrida em estrada, esperanças de corrida em estrada e esperanças de contrarrelógio). De volta à Europa, terminou melhor escalador na Volta a Antalya e a Volta ao Alentejo, mas também quinto nos Altos de França e sexto na Gante-Wevelgem sub-23. Após as suas atuações, converteu-se em stagiaire (aprendiz) na formação Mitchelton-Scott. Este último, no entanto, não lhe oferece um contrato ao final da sua formação.

## Palmarés
- 2019
  - Campeonato da Nova Zelândia em Estrada

- 2022
  - Campeonato da Nova Zelândia em Estrada  
  - Campeonato Oceânico em Estrada  
  - Ronde de l'Oise, mais 1 etapa

## Resultados em Grandes Voltas e Campeonatos do Mundo
| Corrida            | Corrida            | 2017 | 2018 | 2019 | 2020 | 2021 | 2022 |
| ------------------ | ------------------ | ---- | ---- | ---- | ---- | ---- | ---- |
|                    | Giro d'Italia      | —    | —    | —    | —    | —    | —    |
|                    | Tour de France     | —    | —    | —    | —    | —    | —    |
|                    | Volta a Espanha    | —    | —    | —    | —    | —    | —    |
| Mundial em Estrada | Mundial em Estrada | —    | —    | —    | —    | —    | Ab.  |

—: não participa
Ab.: abandono

## Equipas
- Team Wiggins (2018-2019)
  - Team Wiggins (2018)
  - Team Wiggins Le Col (2019)
- Mitchelton-Scott (08.2019-12.2019)
- Hagens Berman Axeon (2020)
- Bolton Equities Black Spoke (2021-)